# جاك ماكمانوس
جاك ماكمانوس (1 مارس 1864 بنيويورك في الولايات المتحدة - 1905) هو ملاكم أمريكي.